# AG Vulcan Stettin
Вулкан Штеттин (нем. Aktiengesellschaft Vulcan Stettin — AG Vulcan Stettin или A.G. Vulcan Stettin) — немецкая судо- и локомотивостроительная компания, располагавшаяся в Бредове (Джетово), пригороде Штеттина (Щецина). В 1905 году расширила свою деятельность на Гамбург, и стала называться A.G. Vulcan. Была известна как одна из крупнейших верфей Германии, которая в весьма короткие сроки строила гражданские и военные корабли, а также подводные лодки, чем сыграла значительную роль в обеих мировых войнах. Также строила и паровозы (было выпущено свыше 4000 локомотивов). Помимо немецких заказов, выполняла и заграничные, например компания проектировала русский крейсер «Память Меркурия» (в советское время переименован в «Коминтерн»), частично эскадренный миноносец «Новик» и построила часть паровозов Эг.
Компанией построены целиком: 8 пассажирских лайнеров, 11 линкоров и броненосцев, 10 крейсеров, 6 эсминцев, 6 подводных лодок типа VII, 35 миноносцев.

## История

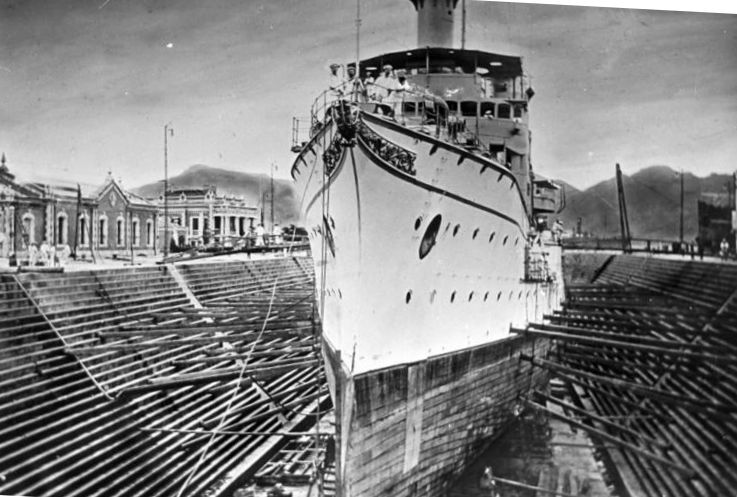
«S.M.S. Hansa II» в доке верфи
AG Vulcan Stettin, 1898 год

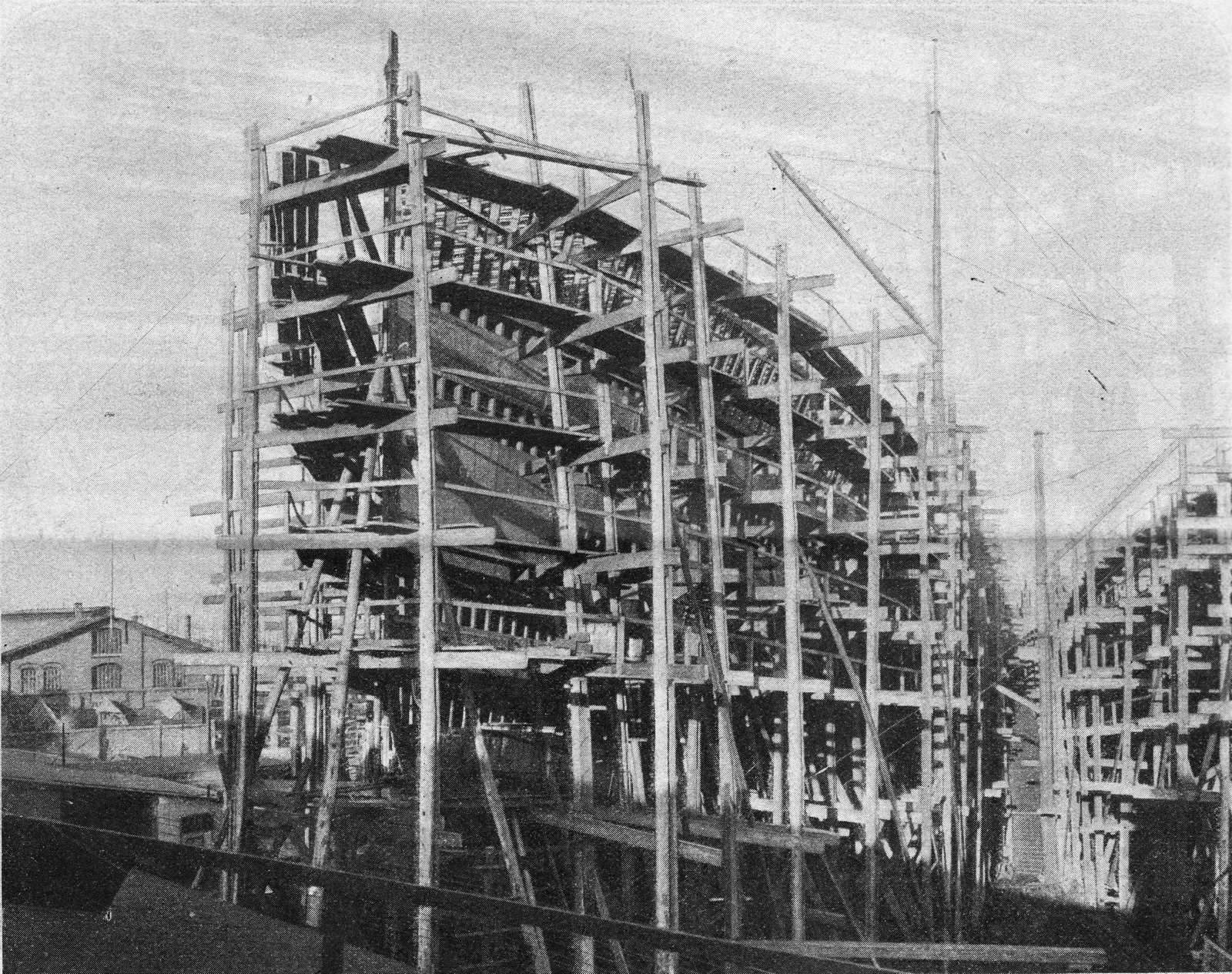
Лайнер «Дойчланд» на стапели верфи AG Vulcan Stettin, 24 сентября 1899 года

AG Vulcan Stettin была основана в 1851 году как «Schiffswerft und Maschinenfabrik Früchtenicht & Brock» двумя молодыми инженерами Franz F. D. Früchtenicht и Franz W. Brock в деревушке Bredow, которая позже стала пригородом Щецина.
Первым судном был железный пароход Dievenow. После постройки ещё нескольких небольших судов строительная площадка верфи была расширена.
В 1857 году компания была приобретена некими предпринимателями из Щецина и Берлина, и переименована в «Stettiner Maschinenbau Aktiengesellschaft Vulcan». Строительство кораблей было продолжено, но для решения финансовых проблем компании, было принято решение о производстве ещё и локомотивов, так было создано подразделение компании «Abteilung Locomotivbau in Bredow bei Stettin». Первый локомотив был построен компанией в 1859 году.
В связи с увеличением размеров строящихся судов и расширения масштаба деятельности возникла необходимость в расширении верфи. Новая верфь была построена в Гамбурге между 1907—1909 годами, и получила название «Vulcan-Werke Hamburg und Stettin Actiengesellschaft».
В 1928 году компания обанкротилась и продала свою Гамбургскую верфь в 1930 году, компания AG Vulcan Stettin была закрыта.
В 1939 году на месте старой Щецинской верфи была основана новая компания, с таким же названием — Vulcan. В дальнейшем, на ней было заложено 34 корабля, включая подводные лодки type-VII. Но в связи с военными действиями было окончено строительство только нескольких кораблей. Среди них подводные лодки U-901 и U-902.
После Второй мировой войны верфь была передана Польше, и на её месте в 1948 году была построена Щецинская верфь (Szczecin Shipyard). Щецинская Верфь назвала один из своих причалов «Wulkan» и два слипа «Wulkan 1» и «Wulkan Nowa».

## Суда и корабли построенные на верфи

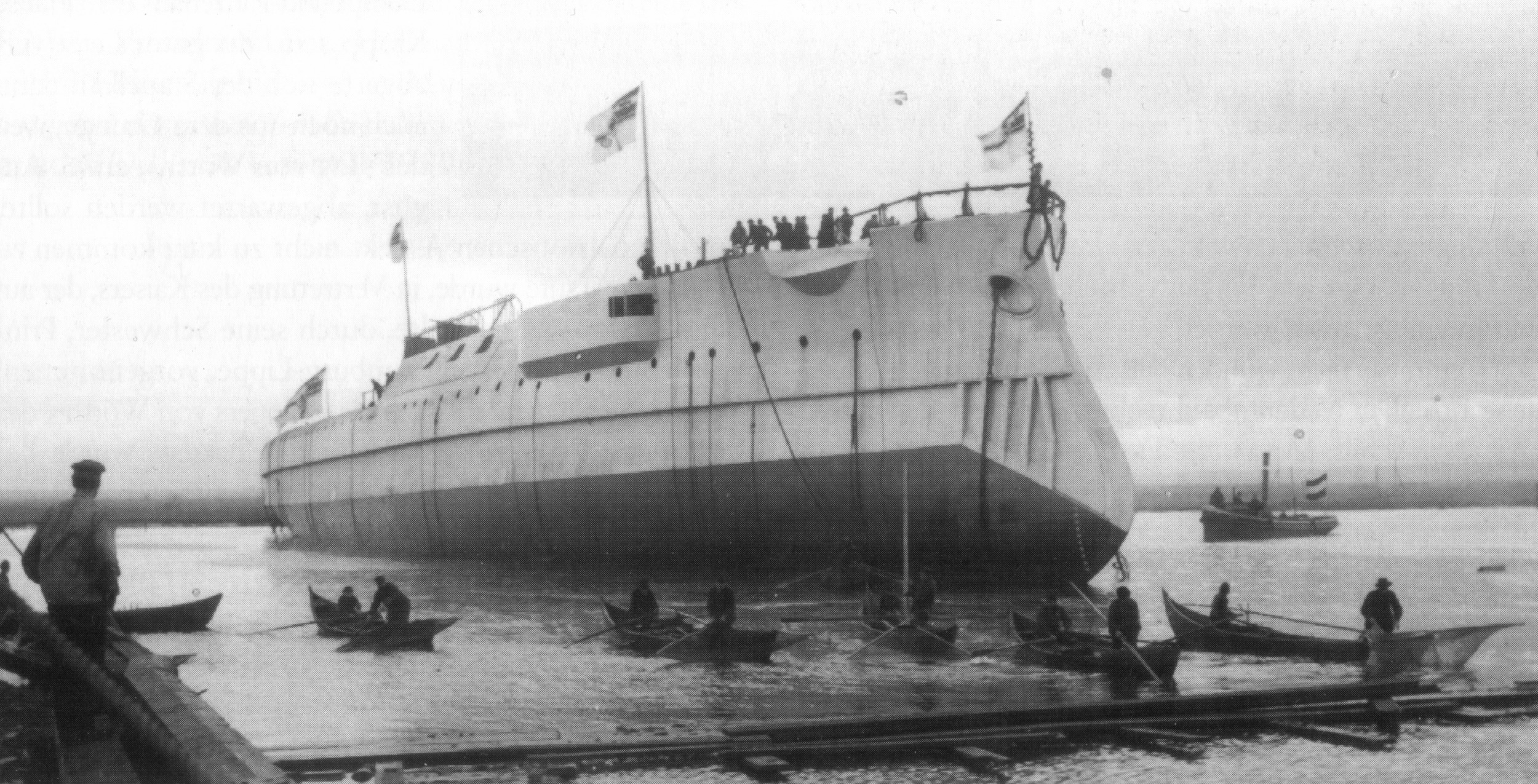
Броненосец «Вейссенбург», спуск со стапеля верфи AG Vulcan Stettin, 1891 год

Суда и корабли построенные на верфи AG Vulcan Stettin (выборочно):
- 1881 — Броненосец «Динъюань»
- 1897 — Лайнер «Кайзер Вильгельм дер Гроссе»
- 1897 — Линкор «Рейнланд»
- 1900 — Лайнер «Дойчланд»
- 1902 — Бронепалубный крейсер «Богатырь»
  - по проекту крейсера «Богатырь», разработанному фирмой «Вулкан», в России были построены четыре крейсера:
    - Бронепалубный крейсер «Витязь», 1901, Адмиралтейство Галерного островка (сгорел при строительстве)
    - Бронепалубный крейсер «Очаков», 1902, Казённая верфь в Севастополе
    - Бронепалубный крейсер «Кагул», 1903, Николаевское адмиралтейство
    - Бронепалубный крейсер «Олег», 1904, Новое Адмиралтейство
- 1906 — Эскадренный миноносец «Аспис»
- 1906 — Эскадренный миноносец «Велос»
- 1906 — Эскадренный миноносец «Докса»
- 1906 — Эскадренный миноносец «Ники»
- 1909 — Легкий крейсер «Майнц»
- 1909 — Грузовой морской железнодорожный паром «Пруссия»
- 1911 — Легкий крейсер «Бреслау»
- 1912 — Эскадренный миноносец «Керавнос»
- 1912 — Эскадренный миноносец «Неа Генеа»
- 1913 — Лайнер «Император»
- 1914 — Ледокол «Суур Тылль»
- 1916 — Эскадренные миноносцы типа V-116
- 1913—1917 — Линейные корабли типа «Байерн»
- 1922 — Лайнер «Генерал Штойбен»

## Строительство паровозов

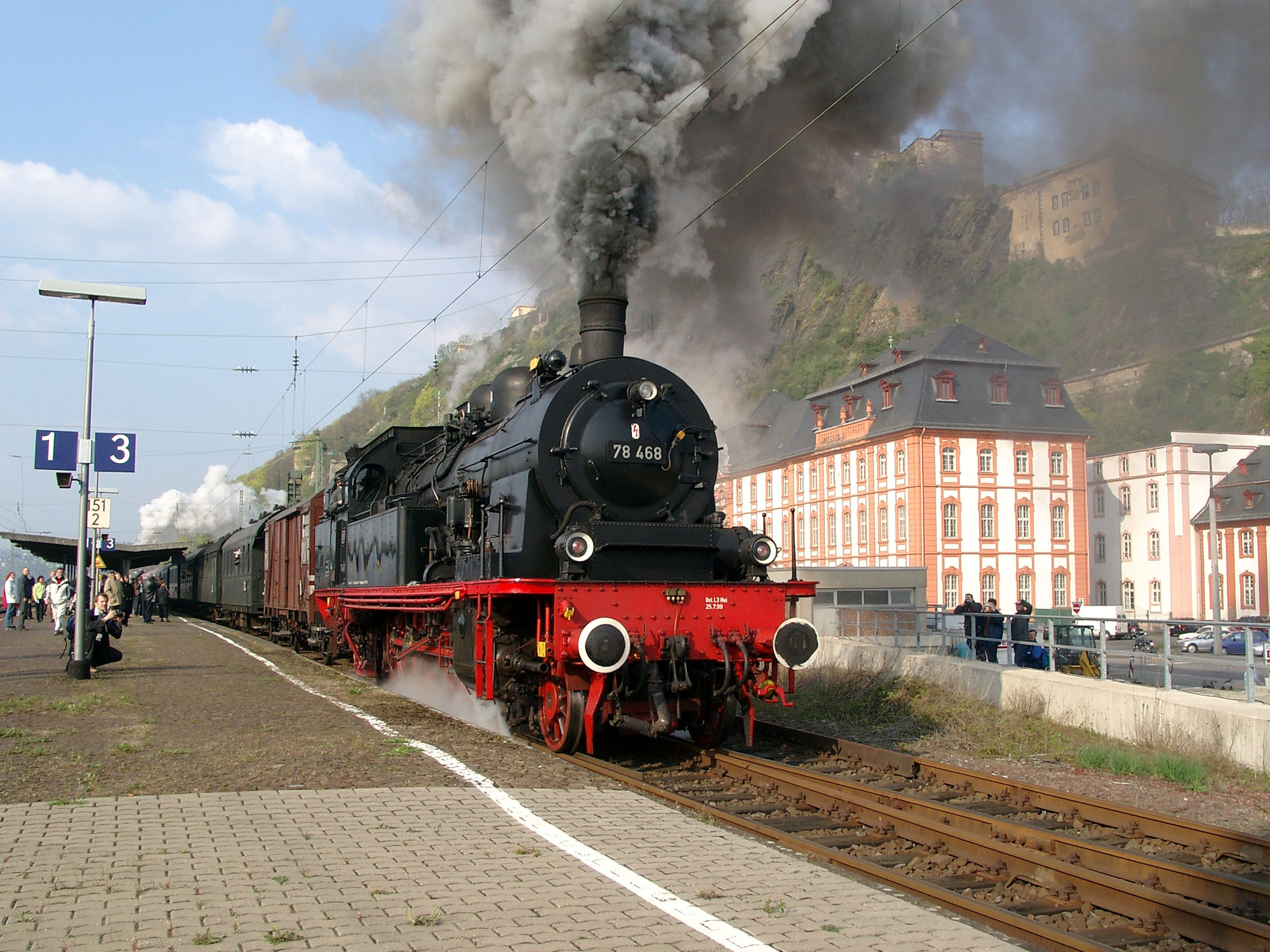
Паровоз серии T 18, 2004 год

Завод A.G. Vulcan выпускал с 1893 года паровозы серии 55 (G8)
C 1912 по 1927 год завод выпускал паровоз серии T 18.